# Conte Casate
Conte Casate (zm. w kwietniu 1288) – włoski kardynał.
Pochodził z Mediolanu z rodziny hrabiów Casate i był kanonikiem mediolańskiej kapituły katedralnej. Od 1257 jest poświadczony jako kapelan kardynała Ottobono Fieschi, któremu m.in. towarzyszył w czasie obrad Soboru Lyońskiego w 1274. Za pontyfikatu Mikołaja III (1277–1280) był audytorem Roty Rzymskiej. 12 kwietnia 1281 francuski papież Marcin IV mianował go kardynałem prezbiterem SS. Marcellino e Pietro. Jako kardynał kontrasygnował bulle papieskie między 5 maja 1284 a 11 czerwca 1286 i uczestniczył w papieskiej elekcji 1285 i 1287/88.
Inskrypcja nagrobna w bazylice laterańskiej   sugeruje, że zmarł 8 kwietnia 1287, kilka dni po śmierci Honoriusza IV. Przeczy temu jednak jego kodycyl datowany w lipcu 1287 w trakcie sede vacante oraz dokumenty wybranego w lutym 1288 papieża Mikołaja IV wskazujące, że już za pontyfikatu tego papieża był on członkiem komisji kardynalskiej badającej kilka spornych elekcji biskupich. Według współczesnego źródła Annales Veronenses zmarł w kwietniu 1288.